# دنيس شامبرز
دنيس شامبرز (بالإنجليزية: Dennis Chambers)‏ هو عازف جاز وطبال أمريكي، ولد في 9 مايو 1959 في بالتيمور في الولايات المتحدة.

## وصلات خارجية
- الموقع الرسمي
- دنيس شامبرز على موقع IMDb (الإنجليزية)
- دنيس شامبرز على موقع ميوزك برينز (الإنجليزية)
- دنيس شامبرز على موقع أول ميوزيك (الإنجليزية)
- دنيس شامبرز على موقع ديسكوغز (الإنجليزية)